# Juanita, la soltera
Juanita, la soltera es una telenovela argentina, que se emitió del 27 de marzo al 30 de agosto de 2006 en el horario de las 19:00. Fue protagonizada por  Gabriel Corrado y Soledad Fandiño. Coprotagonizada por Matías Santoiani, Marcelo Cosentino, Alejandra Darín, Agustina Posse y Muriel Santa Ana. Antagonizada por Mercedes Funes. También, contó con las actuaciones especiales de Rolo Puente y la primera actriz Graciela Dufau. La participación de Daniel Aráoz como actor invitado. Y las presentaciones de Mariano Iúdica y Maju Lozano. Se emitió por Canal 13 y pertenece a Pol-ka y CTV Contenidos.

## Sinopsis
Juanita (Soledad Fandiño) es una chica sencilla que fantasea con el amor mientras maneja una librería junto a su mejor amiga (Maju Lozano). Sueña con el hombre perfecto, pero nadie parece lo suficientemente bueno para ella. No quiere volver a sufrir por amor.
Tomy (Gabriel Corrado) tiene mucha pinta y desde chico aprendió los beneficios que aporta ser dueño de un "buen verso". Todas caen bajo sus encantos y con todas, de alguna manera, se beneficia. Un típico chanta: Sin plata, con un ligero prontuario y muchas mentiras fabricadas y por fabricar.
Juanita jamás se fijaría en un tipo como Tomy: Su verso barato no la conmueve; sus ojos azules tampoco. Para Tomy, Juanita es un trofeo más, un desafío que, de superar, resolvería sus problemas económicos. ¿Pero por qué?
Es que Juanita y sus primos Boris, Clemente y Martina (Matías Santoianni, Marcelo Cosentino y Alejandra Darín) recibieron una herencia millonaria; aunque para hacerla efectiva todos tienen que estar casados y con un hijo ¡antes de que se cumpla un año!
La única soltera es Juanita, "Juanita la soltera". Ella ni piensa vender sus sueños de amor eterno por dinero. Pero uno de sus primos, Boris, no está tan seguro: Hay que buscarle un candidato a Juanita, debe enamorarse pronto y dar el sí casi sin pensar. El trabajo es difícil y sólo un chanta seductor como Tomy podría lograrlo.

## Elenco
- Gabriel Corrado como Tomás "Tomy" Valiente / Iván Strogonoff.
- Soledad Fandiño como Juana "Juanita" Ivanoff.
- Mercedes Funes como Rebeca.
- Fabio Di Tomaso como Renzo.
- Maju Lozano como Beatriz "Betty" Ivanoff.
- Mariano Iúdica como Sandro.
- Muriel Santa Ana como Perla.
- Matías Santoianni como Boris Ivanoff.
- Marcelo Cosentino como Clemente Ivanoff.
- Alejandra Darín como Martina Ivanoff.
- Agustina Posse como Celina Ivanoff.
- Graciela Dufau como María Betina "Beba".
- Daniel Aráoz como Humberto.
- Juan D'André como Gonzalo "Gonzo".
- Micaela Brusco como Vilma.
- Paula Volpe como Marlene.
- Gimena Riestra como Mercedes "Mechi".
- Rolo Puente como Vladimir Ivanoff.
- Anabel Cherubito como Silvia.
- Eros Nobile como Marcos.
- Joaquín Berthold
- Jesica Cirio